# Goldie Hill
Goldie Hill, születési nevén Argolda Voncile Hill (1933. január 11. – 2005. február 24.) amerikai countryénekesnő, az egyik első nő a countryzene világában. Legnagyobb slágere az I Let the Stars Get In My Eyes című dal volt, mely első helyet ért el a country-slágerlistákon. Beceneve „Golden Hillbilly” volt.

## Élete és pályafutása
Hill a texasi Karnes City-ben született; testvéreivel, Tommyval és Kennel először trióként léptek fel. Hill a Decca Recordshoz szerződött le szólóénekesként, első kislemeze Why Talk To My Heart 1952-ben jelent meg. Legnagyobb slágere az egy évvel később kiadott I Let the Stars Get In My Eyes című dal lett, melyet Tommy írt, mintegy visszavágásként Perry Como Don't Let The Stars Get In Your Eyes című daláért. 1957-ben két sikeres duettet jelentetett meg Justin Tubb-bal közösen. 
Az 1960-as évek elején két albumot vett fel a Deccánál. Gyakran lépett fel televíziós zenei műsorokban. 1957-ben feleségül ment Carl Smith countryzenészhez, akitől két fia és egy lánya született. Az 1960-as évek végén rövid időre újra dolgozott, az Epic Recordsnál jelent meg két lemeze.
2005. február 24-én, rákban hunyt el 72 évesen. Férje öt évvel élte túl.

## Diszkográfia
- Goldie Hill (1960)
- Lonely Heartaches (1961)
- According to My Heart (1962)
- Country Hit Parade (1964)
- Goldie Hill Sings Again (1967)
- Country Gentleman's Lady (1968)